# Aria (chitarre)
Aria è una marca di chitarre giapponesi, famose per la loro precisione nel ricreare modelli famosi come quelli Les Paul negli anni '60 e '70 e quello Jackson negli anni '90. Cliff Burton dei Metallica rese celebre un basso Aria a 4 corde in commercio dagli anni '80 ai '90. Ricrearono anche modelli simili alle Fender Stratocaster.
Oggi Aria ha una linea personale, ben riconoscibile, e alcuni suoi vecchi strumenti sono molto considerati nel settore del Vintage come un modello "Les Paul" introvabile, fabbricato attorno al 1974. Inoltre costruisce ottime riproduzioni delle chitarre Archtop di Jimmy D'Aquisto.